# Tole erostrata
Tole erostrata är en kräftdjursart som först beskrevs av Richardson 1899.  Tole erostrata ingår i släktet Tole, ordningen gråsuggor och tånglöss, klassen storkräftor, fylumet leddjur och riket djur. Inga underarter finns listade i Catalogue of Life.